# Becher (Einheit)
Der Becher war ein Volumenmaß in verschiedenen deutschsprachigen Regionen, aber auch in den Niederlanden ebenso wie in Italien.

## Schweiz
- Basel 1 Becher = 101 ⅞ Pariser Kubikzoll = 2 Liter
  - 2 Becher = 1 Küpfli
  - 8 Becher = 1 Scheffel
  - 16 Becher = 1 Sester
  - 64 Becher = 1 Sack
  - 128 Becher = 1 Vienzel
- Luzern 1 Becher = 109 ½ Pariser Kubikzoll = 2 4/25 Liter
  - 1 Becher = 10 Primen
  - 1 3/5 Becher = 1 Immi
  - 16 Becher = 1 Viertel
  - 64 Becher = 1 Mütt
  - 256 Becher = 1 Malter

- Bern Weinmaß 1 Becher = 1 Maß = 1 Pinte
- Zürich Öl- und Honigmaß 1 Becher = ½ Maß

## Deutschland

### Getreide, alle Sorten
- Braunschweig 1 Becher = 97 4/5 Pariser Kubikzoll = 1 19/20 Liter
  - 4 Becher/Löchel = 1 Vierfaß
  - 16 Becher = 1 Himpten
  - 160 Becher = 1 Scheffel
  - 640 Becher = 1 Wispel
- Großherzogtum Baden (Karlsruhe) 1 Becher = 7 14/25 Pariser Kubikzoll = 3/20 Liter
  - 10 Becher = 1 Mäßlein
  - 100 Becher = 1 Sester
  - 1000 Becher = 1 Malter
  - 1500 Becher = 1 Zuber
- Münster 1 Becher = 6 Mäßchen = 97 ¾ Pariser Kubikzoll = 1 19/20 Liter
  - 12 Becher = 1 Scheffel (münsteraner)
  - 144 Becher = 1 Malter

Diese Maße galten neben den preußischen
- Osnabrück und Lippstadt 1 Becher = 97 13/25 Pariser Kubikzoll = 1,93 Liter
  - 1 Becher = 1/12 Scheffel
  - 1 Becher = 4 Becher(wiener)

### Nur Hafer
- Tauberbischofsheim 1 Becher = 737 ⅓ Pariser Kubikzoll = 14 3/5 Liter
- Lauda 1 Becher = 698 3/10 Pariser Kubikzoll = 13 21/25 Liter
- Gronsveld (Niederlande) 1 Becher = 882 7/10 Pariser Kubikzoll = 17 3/5 Liter
  - sonstiges Getreide nach Metzen

## Österreich
- Wien 1 Becher = 24 11/50 Pariser Kubikzoll = 13/25 Liter
  - 2 Becher = 1 Futtermaßel/Viertelmaß
  - 4 Becher = 1 Halbmaßel
  - 8 Becher = 1 Maßel
  - 16 Becher = 1 Achtel
  - 32 Becher = 1 Viertel
  - 128 Becher = 1 Metzen

Das Maß selbst kann auch in Halbe-, Viertel-, Achtel-, Sechzehntel- und Zweiunddreißigstel-Becher geteilt werden.